# Microbates
Microbates är ett fågelsläkte i familjen myggsnappare inom ordningen tättingar. Släktet omfattar endast två arter som förekommer från Nicaragua till sydöstra Peru samt i norra och västra Amazonområdet:
- Halsbandsknottsmyg (M. collaris)
- Rostkindad knottsmyg (M. cinereiventris)